# Charnay-lès-Mâcon
Charnay-lès-Mâcon település Franciaországban, Saône-et-Loire megyében. Lakosainak száma 8154 fő (2022. január 1.). Charnay-lès-Mâcon Hurigny, Chevagny-les-Chevrières, Davayé, Fuissé, Mâcon, Prissé és Solutré-Pouilly községekkel határos.

## Népesség
A település népességének változása:
| Lakosok száma | 6919 | 7018 | 7603 | 7376 | 7559 | 7742 | 7925 | 7969 | 8154 |
|               | 2013 | 2015 | 2016 | 2017 | 2018 | 2019 | 2020 | 2021 | 2022 |